# World Baseball Classic
World Baseball Classic (forkortet WBC) er en jævnligt tilbagevendende international baseballturnering med format som en landsholdsturnering. Den første udgave af turneringen blev spillet i marts 2006, og den næste i marts 2009. Derefter vil konkurrencen blive afholdt hvert fjerde år.
WBC er det første reelle forsøg på at skabe et internationalt grundlag for udbredelsen af baseball. Tidligere turneringer, bl.a. i forbindelse med de olympiske lege, har ikke haft deltagelse af sportens største stjerner, da kamptidspunkterne kom i konflikt med den sædvanlige baseballsæson i USA og Japan.
Turneringens første runde udgøres af et gruppespil, hvorefter der følger endnu et gruppespil og til sidst semifinaler og en finale.
Den første udgave af WBC i 2006 havde deltagelse af 16 landshold fra fem kontinenter: Nordamerika, Sydamerika, Europa, Asien og Oceanien. Turneringen blev vundet af Japan, der sejrede over Cuba i finalen. Sydkorea og den Dominikanske Republik røg ud i semifinalerne. Den japanske pitcher Daisuke Matsuzaka, der pitchede finalekampen for sit hold, blev valgt som turneringens MVP (mest værdifulde spiller).
Den anden udgave af WBC i 2009 havde ligeledes deltagelse af 16 landshold. Finalen blev igen vundet af Japan, der denne gang vandt over Korea i finalen. Daisuke Matsuzaka vandt igen MVP prisen for turneringen – dog uden at have pitchet i selve finalen.
Turneringen var oprindeligt omgærdet af en del polemik, særligt i USA. Først var der større uenighed om, hvor strikst man skulle teste for doping under forløbet. Dernæst var det uklart, hvorvidt den amerikanske regering ville tillade det cubanske landshold at spille på amerikansk jord, eftersom USA i mange år har opretholdt en embargo mod det kommunistiske Cuba. Efter WBC var færdigspillet, mente mange at kunne observere, at de Major League Baseball-spillere, der havde deltaget, klarede sig væsentligt dårligere end forventet i den normale sæson, hvilket kunne tyde på en vis udmattelse eller manglende forberedelsestid.
Turneringen i 2009 forløb dog uden de helt store problemer, selv om USA dog stadig ikke viste specielt godt spil.